# 스피릿뱅크 이벤트 센터
스피릿뱅크 이벤트 센터(영어: SpiritBank Event Center)는 미국 오클라호마주 빅스비에 위치한 실내 경기장이다. 과거 D-리그 털사 식스티식서스의 홈경기장으로 사용했다.